# ستيفن كيرك
ستيفن كيرك (بالإنجليزية: Stephen Kirk)‏ (15 مايو 1959 - ) هو لاعب كرة يد أمريكي. شارك في الألعاب الأولمبية الصيفية 1984 والألعاب الأولمبية الصيفية 1988.

## وصلات خارجية
- ستيفن كيرك على موقع أوليمبيديا (الإنجليزية)